# Nykyrka, Motala kommun
Nykyrka är en tätort i Motala kommun, Östergötlands län och kyrkby i Västra Ny socken. Orten ligger cirka en mil norr om Motala.

## Befolkningsutveckling
| Befolkningsutvecklingen i Nykyrka 1965–2020                       | Befolkningsutvecklingen i Nykyrka 1965–2020 | Befolkningsutvecklingen i Nykyrka 1965–2020 | Befolkningsutvecklingen i Nykyrka 1965–2020 | Befolkningsutvecklingen i Nykyrka 1965–2020 |
| ----------------------------------------------------------------- | ------------------------------------------- | ------------------------------------------- | ------------------------------------------- | ------------------------------------------- |
|                                                                   |                                             |                                             |                                             |                                             |
| År                                                                |                                             |                                             | Folkmängd                                   | Areal (ha)                                  |
| 1965                                                              | 1965                                        |                                             | 251                                         |                                             |
| 1970                                                              | 1970                                        |                                             | 410                                         |                                             |
| 1975                                                              | 1975                                        |                                             | 420                                         |                                             |
| 1980                                                              | 1980                                        |                                             | 407                                         |                                             |
| 1990                                                              | 1990                                        |                                             | 417                                         | 49                                          |
| 1995                                                              | 1995                                        |                                             | 448                                         | 49                                          |
| 2000                                                              | 2000                                        |                                             | 434                                         | 50                                          |
| 2005                                                              | 2005                                        |                                             | 419                                         | 50                                          |
| 2010                                                              | 2010                                        |                                             | 414                                         | 50                                          |
| 2015                                                              | 2015                                        |                                             | 392                                         | 55                                          |
| 2020                                                              | 2020                                        |                                             | 398                                         | 56                                          |
| Anm.: Ny tätort 1965. Namnändring 1995 från Nykyrke till Nykyrka. |                                             |                                             |                                             |                                             |

## Samhället
I Nykyrka ligger Västra Ny kyrka och strax utanför samhället ligger Verner von Heidenstams bostad Övralid, som numera är öppen för allmänheten. Den lokala hembygdsföreningen har ett lantbruksmuseum vid Övralid samt en hembygdsgård vid August Malmströms födelsehem Nubbekullen. 
I kyrkomiljön finns även en skola, ålderdomshem, äldre bostadshus och två gårdar. Ett modernt villaområde har byggts intill.